# ميك سميث (لاعب كرة قدم)
ميك سميث (بالإنجليزية: Mick Smith)‏ هو لاعب كرة قدم بريطاني في مركز الدفاع، ولد في 28 أكتوبر 1958 في سندرلاند في المملكة المتحدة. لعب مع نادي ويمبلدون.